# Hoehn Peak
Hoehn Peak är en bergstopp i Antarktis. Den ligger i Östantarktis. Nya Zeeland gör anspråk på området. Toppen på Hoehn Peak är 1 746 meter över havet.
Terrängen runt Hoehn Peak är kuperad åt nordväst, men åt sydost är den bergig. Trakten är obefolkad. Det finns inga samhällen i närheten. 